# Dygn

I förhållande till solen roterar jorden ett varv per dygn.

Ett dygn (enhetssymbol: d) är tiden mellan att solen befinner sig vid en viss punkt på horisonten tills den åter är där eller tiden mellan samma klockslag två på varandra följande dagar (uttrycken behöver inte vara helt synonyma). Tiden är (på grund av rotationen kring solen) något längre än den tid det tar för jorden att rotera ett varv runt sin axel. En rotation är 23h 56 min 4,0s långt.
Dygnet i någon form är den grundläggande enheten i de flesta typerna av kalendrar. Den exakta definitionen på ett dygn varierar dock. Dygnet så som det identifieras genom ett datum börjar och slutar vid en viss tid av dygnet, i internationell tideräkning numera vid den tid som kallas ”midnatt”.

## Ordet
Ibland används ordet dag som synonym till dygn, exempelvis om man säger att ”ett skottår har 366 dagar”. Att det finns ett särskilt ord med betydelsen dygn som är skilt från ordet för dag är inte så vanligt bland världens språk. Det är i stort sett bara de nordiska språken (danska och norska ”døgn”), samt nederländska (”etmaal”), nord- och västfrisiska (”etmel”), finska (”vuorokausi”), estniska (”ööpäev”), de samiska språken, polska (”doba”), alla östslaviska språken (ryska ”сутки”, ukrainska ”доба”, vitryska ”суткі”), baltiska språk (lettiska ”diennakts”, litauiska och samogitiska ”para”), några turkiska språk (t.ex. kazakiska ”тәулік / täwlik”) och esperanto (ett planspråk vars ord för dygn är ”tagnokto”, ”dag-natt”) som gör det. På engelska förekommer i vetenskapliga sammanhang adjektivet diurnal som beteckning för ett dygn om 24 timmar, i första hand i betydelsen "daglig". Beteckningen ”24 timmar” förekommer som beteckning på dygn, till exempel på engelska och franska. Det har ibland medfört konstiga skrivsätt som "Open 24/24", som betyder "Öppet 24 timmar per dygn", egentligen "Öppet 24 timmar av 24 timmar". Beteckningen 24/7 innebär Öppet hela dygnet veckans alla 7 dagar.

### Etymologi
Dygn kommer av fornsvenska dög(h)n och finns i motsvarande former i andra nordiska språk, till exempel isländskans døgn. Det anses vara en avljudande form av ordet dag. 

## Soldygn
I äldre tider var ett dygn helt enkelt den tidsperiod som det tar för solen att återkomma till samma position på horisonten. Detta sätt att mäta dygnet får man exempelvis när man använder ett solur, och kallas ett soldygn. Detta sanna soldygn varierar något beroende på observationspunkt och variationer i jordens rotationshastighet (till exempel påverkas rotationen av jordbävningar), och därför används istället numera ett beräknat medelsoldygn, där en fiktiv sol rör sig med konstant hastighet över himlavalvet.
Sekunden och timmen definierades på 1900-talet utgående från medelsoldygnet, så att ett kalenderdygn i medeltal blev exakt 24 timmar långt, men längden på jordens dygn är inte konstant i tiden. Eftersom jordrotationen långsamt bromsas upp framförallt på grund av månens roll för tidvattnet, är ett soldygn nu ungefär 24 timmar och en tusendels sekund långt. Kalenderdygnet är dock fortfarande 24 timmar långt och för att kalender- och soldygn inte skall avvika alltför mycket från varandra, inför man ibland en extra skottsekund i tideräkningen. Denna skottsekund införs däremot inte i internationell atomtid, som därför på femtio år kommit att avvika ungefär en halv minut från koordinerad universell tid (UTC).
Man har konstaterat att ett dygn var 21,9 timmar för 620 miljoner år sedan genom att granska varv, skiftande årslager i sandsten. Med hjälp av datorsimulering kan man därför uppskatta att ett dygn vid jordens tillkomst för 4 500 miljoner år sedan bara var 6 timmar långt.

## Stjärndygn

Från position 1 tar det ett stjärndygn till position 2, och ett soldygn till position 3.

Ett litet annorlunda sätt att ange dygnets längd är att istället för solen, mäta jordens rotation jämfört med en fast punkt på stjärnhimlen. Detta så kallade stjärndygn blir något kortare än ett soldygn eftersom jorden under ett dygn hinner svänga en aning i sin bana runt solen. Ett medelstjärndygn är 23 timmar 56 minuter och 4,09054 sekunder långt. Det blir ett stjärndygn mer per år än soldygn.

## Internationella måttenhetssystemet
Dygnet definieras som 86 400 sekunder. Sekunden är grundenhet för tidmätning i Internationella måttenhetssystemet (SI).
Ett dygn enligt UTC, koordinerad universell tid, baserar sig på den internationella atomtiden, TAI. Den inbegriper därför extra sekund eller en sekund mindre. Längden blir därmed 86 399 eller 86 401 sekunder.
Den internationella byrån för mått och vikt definierar sekunden som varaktigheten av 9 192 631 770 perioder av den strålning som motsvarar övergången mellan de två hyperfinnivåerna i grundtillståndet hos atomer av isotopen cesium-133. 
Det betyder att ett dygn är exakt 794 243 384 928 000 sådana perioder.
Skottsekunder
För att kompensera jordens aningen oregelbundna rotation läggs ibland till skottsekunder till eller tas bort. Detta görs dock endast hittills antingen den 30 juni eller den 31 december.

## Astronomi
Ett dygn med exakt 86 400 SI-sekunder är den astronomiska enheten för tid (sekunden används med andra ord inte inom astronomi). 
För en planet definieras tre typer av dygn inom astronomin:
- Stjärndygn, eller Sideriskt dygn – en hel rotation hos planeten med hänsyn tagen till omgivande stjärnhimmel
- Tropiskt dygn – en hel rotation hos planeten med hänsyn tagen till vårdagjämningspunkten
- Medelsoldygn – genomsnittstiden för en hel rotation hos planeten med hänsyn tagen till den stjärna den är i omloppsbana till

För jorden är stjärndygnet och det sideriska dygnet nästan av exakt samma längd och ungefär 3 minuter och 56 sekunder kortare än medelsoldygnet.
I förhållande till stjärnhimlen roterar jorden drygt 366 gånger runt sin axel under ett omloppsvarv. Jordens bana runt solen minskar antalet soluppgångar under ett sideriskt år med en, till drygt 365 stycken.

## Nya kalender- och tidsenhetsförslag
Den Franska revolutionskalendern var ett försök att införa decimaltid, som lagfästes i Frankrike i slutet av 1700-talet. Detta delade in dygnet i 10 decimaltimmar (2,4 vanliga timmar) om 100 decimalminuter (1,44 vanliga minuter) om i sin tur 100 decimalsekunder (0,864 vanliga sekunder). Dessutom 10-dagarveckor. Alla månader fick 30 dagar med 5-6 skottdagar per år. Systemet övergavs efter några år, därför att det innehöll för många helt nya obekanta begrepp.
Att utgå från tiopotenser av sekunden blir opraktiskt utan att omdefiniera längden av en sekund så att den blir en jämn multipel av ett dygn, som revolutionärerna gjorde, men det skulle i nuläget få komplicerade följder för alla fysikaliska enheter där sekunden ingår.
Medelsoldygnet är 96 kvart(ar) långt - ett faktum som förbisetts även vid andra tillfällen, när man föreslagit (eller som i Kina övergivit) decimal dygnsindelning. Flertalet sådana förslag till kalenderreform har fallit på att de nya enheterna inte knöt an till någon känd storhet. Med tanke på att kvarten uppfattas som en ungefärlig men bekant tidsperiod, hade en något kortare "kvart" (14,4 minuter) troligen blivit godtagen som ett centidygn = 1/100 medelsoldygn. I Kina var en sådan kvart, ke, i bruk redan före Kristus. Både timmar och minuter blir därmed helt överflödiga.
Den schweiziska urfabrikanten Swatch har varit inne på liknande tankar, och lanserade 1998 ett universellt tidssystem "Internet-tid" som innebär att dygnet indelas i tusen delar, kallade beat  och att tidszoner slopas. Klockslaget 0 beat följde midnatt för centraleuropeisk tid (CET = UT+1, utan sommartid), vilket är normaltiden (inte medelsoltid) för Biel (Bienne), där Swatchs huvudkontor ligger. 1 beat motsvarar då 86,4 sekunder. Detta har ifrågasatts som ett marknadsföringsjippo men började användas i både Philips och Ericssons, mobiltelefon T20e, samt Swatch egna armbandsklockor och olika datorapplikationer.